# Ludwig Deutsch
Ludwig Deutsch, né à Vienne le 13 mai 1855, et mort à Paris le 9 avril 1935, est un peintre orientaliste autrichien naturalisé français.

## Biographie
Issu d’une famille juive aisée, son père était changeur à la Cour impériale. Après le lycée, il entre à l’Académie des beaux-arts de Vienne à partir de 1875. Il s'installe en France en 1878, et il étudie avec Jean-Paul Laurens, à qui il doit son style académique. Il se spécialise dans la peinture orientaliste. L'école autrichienne inclut Rudolf Ernst, Arthur von Ferraris, et Rudolf Weisse. 
Il prend part au Salon des artistes français dès 1879 et y obtient une mention honorable en 1888, une médaille de 3e classe en 1907 et une médaille de 2e classe en 1910. À partir de 1883, Deutsch fait quatre voyages en Égypte, et les sujets orientaux qui dominent dès lors dans son œuvre lui apportent des louanges sans précédent. Les surfaces polies et le réalisme extrêmement précis de ses tableaux sont basés sur une vaste collection de photographies qu'il a constituée au Caire.
En 1900, il obtient la médaille d'or à l'exposition universelle de Paris et, peu après, acquiert la nationalité française. Après guerre, on le catalogue souvent sous le nom de « Louis Deutsch ».

## Œuvre
Son style, proche de celui de son concitoyen Rudolf Ernst, affectionne les portraits et vues d'intérieurs dans des toiles de tailles moyennes. En 2013, une toile a été adjugée plus de 2 millions de livres sterling à Londres.

## Galerie

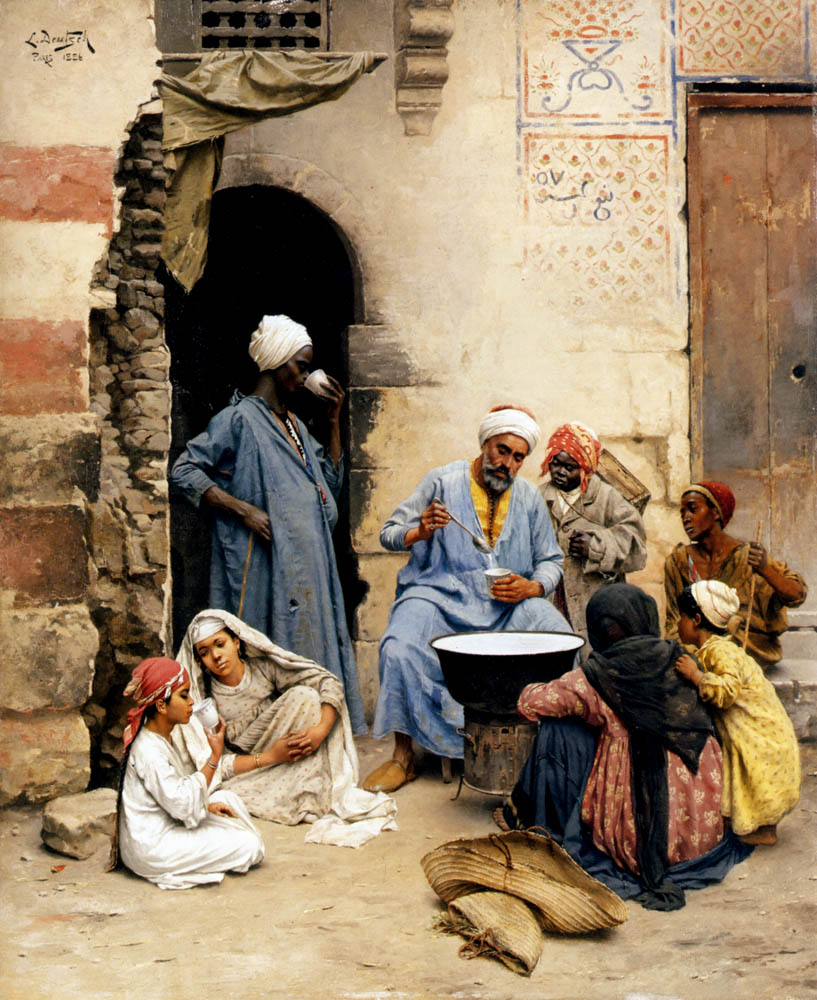
Vendeur de salep, 1886.
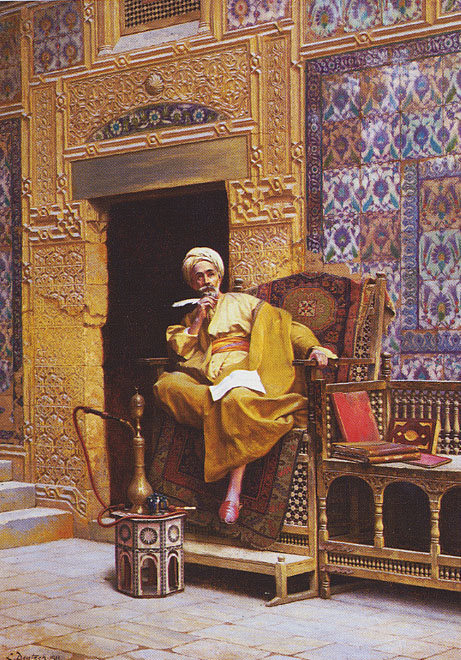
Scribe, 1911[N 1].
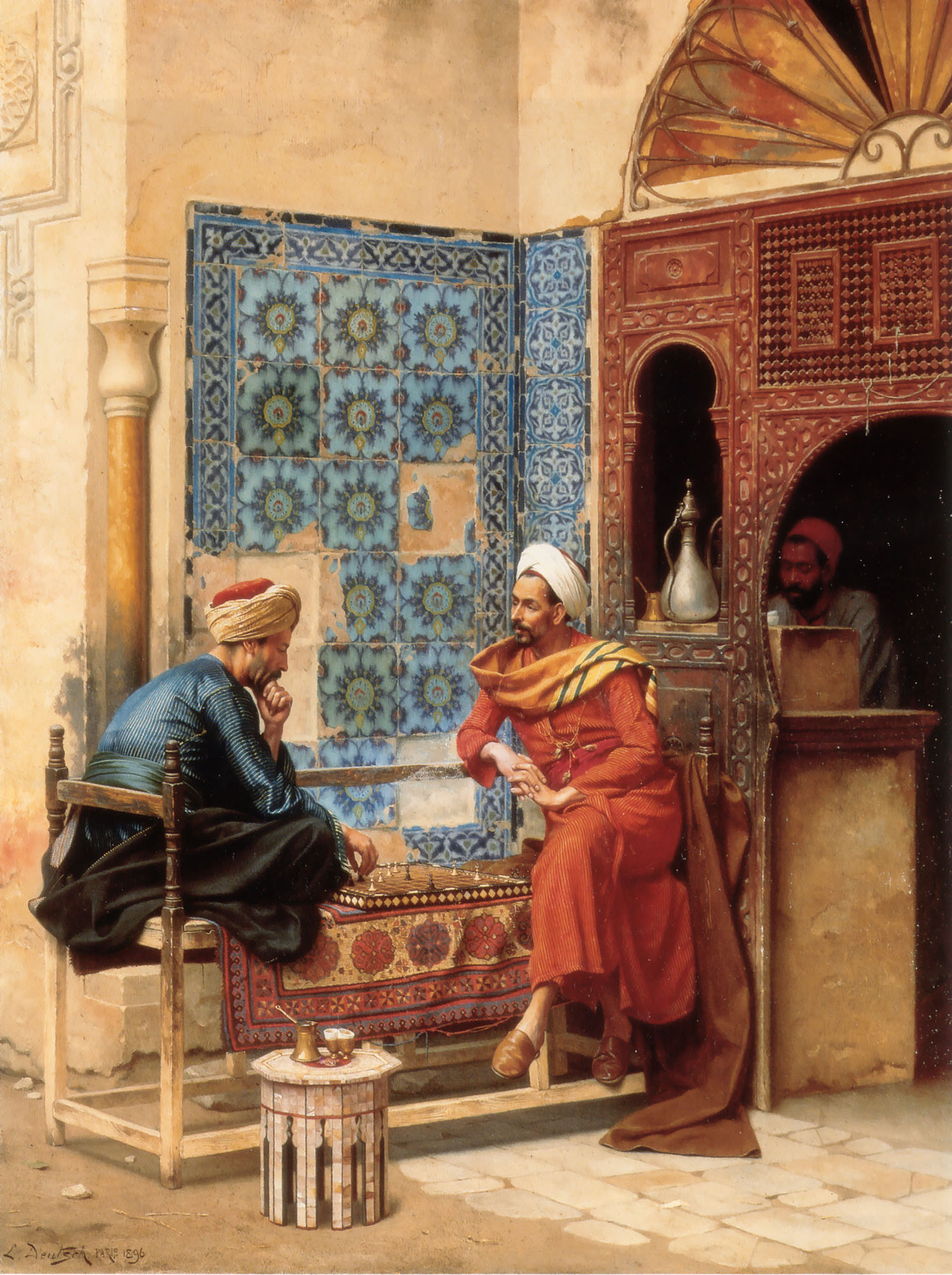
Joueur d’échecs, 1896.
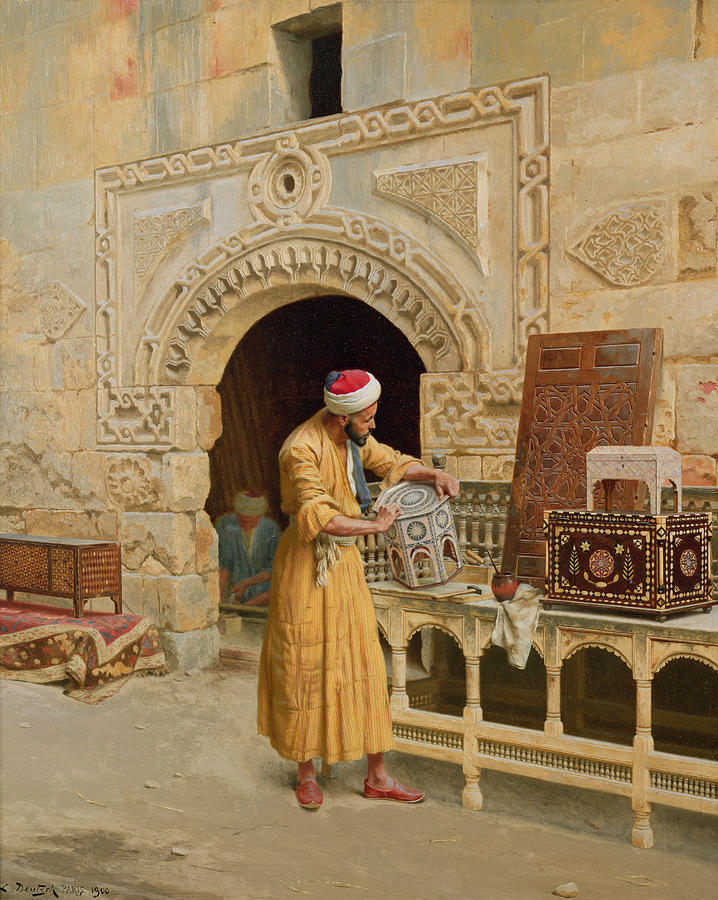
Ébéniste, 1900.